# Шимочешти (Алба)
Шимочешти (рум. Șimocești) насеље је у Румунији у округу Алба у општини Соходол. Oпштина се налази на надморској висини од 829 m.

## Становништво
Према подацима из 2002. године у насељу је живело 46 становника, од којих су сви румунске националности.